# Antigua och Barbuda vid världsmästerskapen i friidrott 2022
Antigua och Barbuda tävlade vid världsmästerskapen i friidrott 2022 i Eugene i USA mellan den 15 och 24 juli 2022. Antigua och Barbuda hade en trupp på två idrottare.

## Resultat

### Herrar
Gång- och löpgrenar
| Idrottare     | Gren      | Försöksheat | Försöksheat | Semifinal        | Semifinal        | Final            | Final            |
| Idrottare     | Gren      | Resultat    | Placering   | Resultat         | Placering        | Resultat         | Placering        |
| ------------- | --------- | ----------- | ----------- | ---------------- | ---------------- | ---------------- | ---------------- |
| Cejhae Greene | 100 meter | 10,17       | 27          | Gick inte vidare | Gick inte vidare | Gick inte vidare | Gick inte vidare |

### Damer
Gång- och löpgrenar
| Idrottare    | Gren      | Försöksheat | Försöksheat | Semifinal        | Semifinal        | Final            | Final            |
| Idrottare    | Gren      | Resultat    | Placering   | Resultat         | Placering        | Resultat         | Placering        |
| ------------ | --------- | ----------- | ----------- | ---------------- | ---------------- | ---------------- | ---------------- |
| Joella Lloyd | 100 meter | 11,27       | 27          | Gick inte vidare | Gick inte vidare | Gick inte vidare | Gick inte vidare |
| Joella Lloyd | 200 meter | 22,99       | 23 0q0      | 23,38            | 23               | Gick inte vidare | Gick inte vidare |